# カリュイールの会合
カリュイールの会合は、1943年6月21日にレジスタンス運動の秘密軍隊の長であるシャルル・ドレストランが6月9日に逮捕されたことを受けて、アンドレ・ラサーニュが設定した会談。ジャン・ムーラン、アンリ・オーブリ、レイモン・オブラック、ロラン・ピエール・パリゾ、アルベール・ラカーズ、シュワルツフェルト、ブリュノ・ララ、ルネ・アルディらがフレデリック・デュグージョン宅でドレストランの後任をきめる話し合いをもった。このとき、クラウス・バルビー率いるゲシュタポがデュグージョン宅を包囲し、ルネ・アルディを除く全員が逮捕された。